# Aeropuerto Internacional de Albany
El Aeropuerto Internacional de Albany (en inglés, Albany International Airport) (IATA: ALB, OACI: KALB, FAA LID: ALB) es un aeropuerto público, situado a 11 kilómetros al noroeste del distrito financiero de Albany, en el Estado de Nueva York, Estados Unidos. Está ubicado en el término municipal de Colonie, Condado de Albany, siendo operado por la Autoridad Aeroportuaria del Condado de Albany.

## Aerolíneas y destinos

### Pasajeros
| Aerolíneas         | Destinos                                                                                               |
| ------------------ | --- |
| Allegiant Air      | Myrtle Beach, Orlando/Sanford, Punta Gorda, San Petersburgo/Clearwater, Sarasota Estacional: Nashville |
| American Airlines  | Charlotte, Dallas/Fort Worth                                                                           |
| American Eagle     | Charlotte, Chicago–O'Hare, Filadelfia, Washington–National Estacional: Miami                           |
| Avelo Airlines     | Charlotte/Concord (reinicia el 23 de octubre de 2025), Raleigh/Durham                                  |
| Breeze Airways     | Charleston (SC), Raleigh/Durham Estacional: Fort Myers (inicia el 17 de diciembre de 2025)             |
| Delta Air Lines    | Atlanta Estacional: Detroit                                                                            |
| Delta Connection   | Detroit, Nueva York–LaGuardia                                                                          |
| JetBlue Airways    | Fort Lauderdale, Orlando                                                                               |
| Southwest Airlines | Baltimore, Chicago–Midway, Denver, Las Vegas, Nashville, Orlando, Tampa Estacional: Fort Lauderdale    |
| United Airlines    | Chicago–O'Hare                                                                                         |
| United Express     | Chicago–O'Hare, Washington–Dulles                                                                      |

### Carga
| Aerolíneas    | Destinos                                                                          |
| ------------- | --------------------------------------------------------------------------------- |
| FedEx Express | Memphis Estacional: Newark                                                        |
| UPS Airlines  | Filadelfia, Louisville, Siracusa Estacional: Búfalo, Chicago/Rockford, Providence |